# دونالدسون (شهرستان همپشایر، ویرجینیای غربی)
دونالدسون (به انگلیسی: Donaldson) یک منطقهٔ مسکونی در ایالات متحده آمریکا است که در شهرستان همپشر، ویرجینیای غربی واقع شده‌است.